# Remo
Remo – amerykańska firma produkująca naciągi perkusyjne, akustyczne zestawy perkusyjne, bębny etniczne i akcesoria perkusyjne. Założona w 1957 przez Rema D. Belli. Zasłynęła dzięki serii naciągów Weatherking. Stały dostawca naciągów dla firm: Pearl, DW Drums, Yamaha, Mapex, Pork Pie Percussion i Sonor.

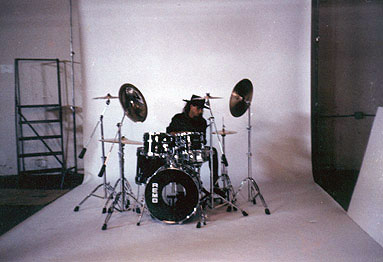
Zestaw perkusyjny Remo

## Najpopularniejsze naciągi

### Ambassador
- Jeden z najpopularniejszych i najczęściej używanych
- Najczęściej używany naciąg rezonansowy
- Naciąg pojedynczy, średniej grubości (10 mil)
- Otwarte i jasne brzmienie
- Najczęściej używany jako naciąg na tomy, na werbel oraz jako rezonans
- Dostępny w wersjach: Clear, Coated, Smooth White, Black Suede, Suede, Renaissance, Ebony oraz Fiberskyn 3
- Dostępny również w wersji: Hazy Snare Side – dół werbla (3 mil)
- Grają na nim m.in.: Dave Weckl, Neil Peart, Steve Gadd, Steven Smith

### Emperor
- Naciąg podwójny, gruby (2 x 7 mil)
- Mięsiste i jasne brzmienie
- Jeden z najpopularniejszych naciągów do ciężkiego grania
- Najczęściej używany na tomy oraz na werbel w wersji: Emperor X – naciąg podwójny, gruby, ze wzmacniającą kropką (2 x 10 mil + 5 mil dot)
- Dostępny w wersjach: Clear, Coated, Smooth White, Black Suede, Suede, Renaissance
- Dostępny również w wersji: Hazy Snare Side (dół werbla - 5 mil)
- Grają na nim m.in.: (wersja Clear) – Mike Portnoy, Joey Jordison, Chad Smith, Ray Luzier, (wersja Coated) – Lars Ulrich, Tré Cool, Josh Freese, (wersja werblowa Emperor X) – Joey Jordison, Tré Cool, Matt Sorum, Ray Luzier

### Diplomat
- Naciąg pojedynczy cienki (7,5 mil)
- Otwarte i jasne brzmienie
- Najczęściej używany jako rezonans
- Dostępny w wersjach: Clear, Coated, Smooth White, Suede, Renaissance oraz Fiberskyn 3
- Dostępny również w wersji: Hazy Snare Side (dół werbla – 2 mil)

### Powerstroke 3
- Naciąg pojedynczy, średniej grubości, z kołnierzem tłumiącym (10 mil + 3 mil underlay)
- Skupione i mięsiste brzmienie
- Najczęściej używany jako naciąg do bębna basowego i werbla
- Obecnie najpopularniejszy naciąg do bębna basowego
- Dostępny w wersjach: Clear, Coated, Smooth White, Black Suede, Suede, Renaissance, Ebony oraz Fiberskyn 3
- Dostępny również w wersji podwójnej jako Powerstroke 4 (2 x 7 mil + 3 mil underlay)
- Dostępny także jako naciąg werblowy w wersji Powerstroke X (naciąg pojedynczy, gruby – 14 mil + 2 mil ring)
- Na werblowym naciągu Powerstroke 3 gra m.in. Steve Gadd
- Na basowym naciągu Powerstroke 3 grają m.in.: Mike Portnoy, Neil Peart, Lars Ulrich, Travis Barker, Joey Jordison, Tré Cool i Josh Freese

### Pinstripe
- Naciąg podwójny, gruby, z wbudowanym ringiem tłumiącym (2 x 7 mil, wersja Ebony – 10 & 5 mil))
- Mięsiste, niskie i głębokie brzmienie
- Jeden z najpopularniejszych do grania mocnej muzyki w niskich strojach, często używany wśród perkusistów grających pop i R&B
- Najczęściej używany jako naciąg na tomy
- Dostępny w wersjach: Clear, Coated oraz Ebony
- Był jednym z najpopularniejszych naciągów w latach 80. i 90.
- Grali na nim m.in.: Steve Gadd, Lars Ulrich, Mike Portnoy, Alex Van Halen, Paul Bostaph, Vinnie Paul
- Obecnie używają go m.in.: Shannon Larkin, Scott Travis, Tomas Haake oraz Shannon Leto

### Controlled Sound
- Naciąg pojedynczy, średniej grubości, ze wzmacniającą kropką (10 mil + 5 mil dot)
- Skupione i ostre brzmienie
- Najczęściej używany jako naciąg na werbel
- Był bardzo popularny w latach 70. i 80., obecnie również jeden z najpopularniejszych naciągów werblowych
- Dostępny w wersjach Clear, Coated oraz Smooth White
- Na naciągu werblowym CS grają m.in.: Lars Ulrich, Mike Portnoy, Chad Smith oraz Josh Freese

## Typy naciągów
- Clear – przeźroczysty
- Coated – powlekany, szorstki
- Smooth White – powlekany, gładki
- Black Suede – czarny z aksamitnym pokryciem
- Suede – z aksamitnym pokryciem
- Renaissance – połączenie gładkiego z szorstkim
- Ebony – czarny
- Fiberskyn 3 – z warstwą z włókien syntetycznych

## Perkusiści używający naciągów Remo
- Neil Peart – Rush
- Lars Ulrich – Metallica
- Mike Portnoy – Dream Theater
- Steve Gadd
- Dave Weckl
- Carl Palmer - Emerson, Lake & Palmer, Asia
- Phil Collins
- Ian Paice – Deep Purple
- Alex Van Halen – Van Halen
- Nicko McBrain – Iron Maiden
- Sean Kinney – Alice in Chains
- Larry Mullen Jr. – U2
- Scott Travis – Judas Priest
- Dave Lombardo – Slayer, Grip Inc.
- Chad Smith – Red Hot Chili Peppers
- Joey Jordison – Slipknot
- Travis Barker – Blink-182, Transplants
- Matt Sorum – Guns N’ Roses, Velvet Revolver
- Matt Cameron – Pearl Jam, Soundgarden
- Josh Freese – Nine Inch Nails, A Perfect Circle
- Joey Kramer – Aerosmith
- Mike Bordin – Ozzy Osbourne, Faith No More
- Tico Torres – Bon Jovi
- John Tempesta – The Cult, Helmet, Rob Zombie
- John Otto – Limp Bizkit
- Tré Cool – Green Day
- Rob Bourdon – Linkin Park
- Stephen Perkins – Jane’s Addiction
- Taylor Hawkins – Foo Fighters
- Jose Pasillas – Incubus
- Abe Cunningham – Deftones
- Jason Bittner – Shadows Fall
- David Silveria – Korn